# Ksi d'Àries
Ksi d'Àries (ξ Arietis) és una estrella de la constel·lació d'Àries. És una subgegant blava-blanca del tipus B amb de la magnitud aparent +5,48. Està aproximadament a 600 anys llum de la Terra.